# Silber-Brandschopf
Der Silber-Brandschopf (Celosia argentea), auch Hahnenkamm genannt, ist eine Pflanzenart aus der Gattung Brandschopf (Celosia) in der Familie der Fuchsschwanzgewächse (Amaranthaceae), die sich weltweit in den Tropen ausgebreitet hat. Der Silber-Brandschopf wird besonders in Asien kultiviert und findet als Zierpflanze, Nahrungsmittel und in der Kräuterkunde Verwendung. Weitere deutschsprachige Trivialnamen sind Floramoor, Sammetblume, Federbusch und Tausendschön.

## Taxonomie
Der Silber-Brandschopf wurde 1753 von Carl von Linné in Species Plantarum Band 1 Seite 205 als Celosia argentea erstbeschrieben. Synonyme sind Celosia castrensis L., Celosia coccinea L. und Celosia margaritacea L.
Unter dem Namen Celosia argentea werden mehrere Pflanzenformen zusammengefasst, die sich hinsichtlich der Anzahl ihrer Chromosomen stark unterscheiden. Die grundlegende Anzahl der voneinander unterscheidbaren Chromosomen beträgt beim Silber-Brandschopf neun. Pflanzen dieser Art können allerdings die vierfache, achtfache oder zwölffache Menge dieser Chromosomenzahl besitzen. Biologen nennen dies Tetraploidie, Oktoploidie und Dodecaploidie (siehe Polyploidie) und bezeichnen solche Formen entsprechend mit 4n=36, 8n=72 und 12n=108.
Folgende Taxa sind problemlos untereinander kreuzbar und stellen nach neueren genetischen Untersuchungen einen polyploiden Komplex dar (und müssen daher als eine Art bezeichnet werden):
- die weltweit vorkommende oktoploide (8n) Celosia argentea var. argentea,
- die nur in Indien wachsende 4n Celosia argentea var. argentea,
- die 4n Kulturformen Celosia argentea var. cristata und var. plumosa,
- die Kulturform Celosia argentea 'Caracas',
- die Celosia whitei genannte 12n Kreuzung zwischen 8n Celosia argentea var. argentea und 4n Celosia argentea var. argentea und
- die Celosia whitei genannte 12n Kreuzung zwischen 8n Celosia argentea var. argentea und 4n Celosia argentea var. cristata.

Während die Varianten cristata, plumosa, die oktoploide Form von Celosia argentea var. argentea, sowie Celosia whitei dieselbe Menge an DNA in Samen aufweisen, unterscheidet sich die tetraploide Form von Celosia argentea var. argentea von diesen Varianten sowohl im Aussehen als auch genetisch.

## Beschreibung

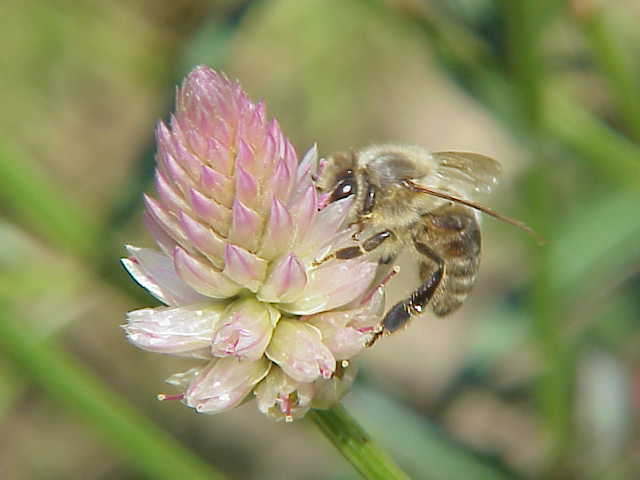
Celosia argentea var. argentea Blütenstand

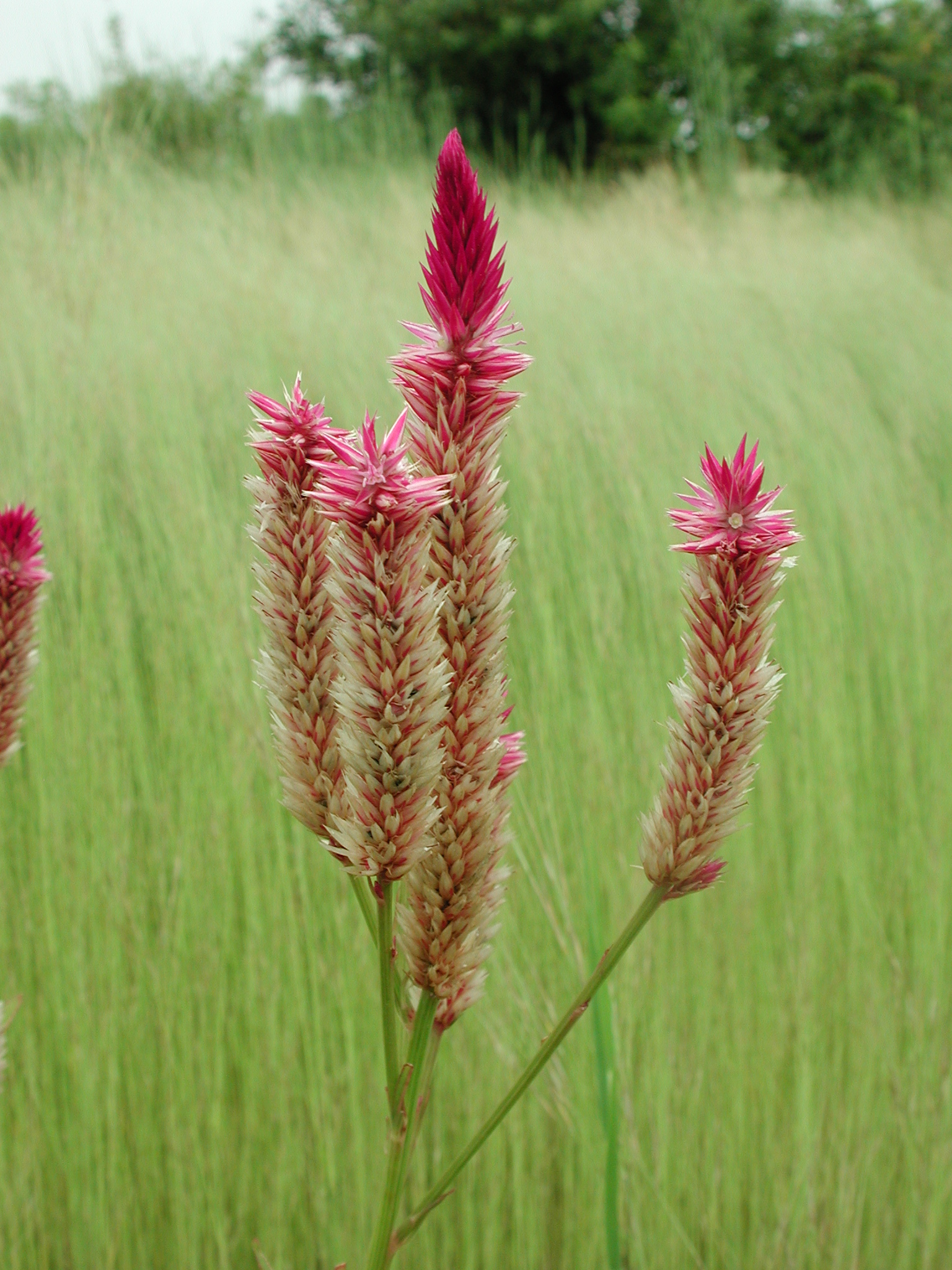
Celosia argentea var. argentea im südwestlichen Burkina Faso

Der Silber-Brandschopf ist eine einjährige Pflanze, die 10 bis 80 Zentimeter hoch wird. Die Stängel sind ästig, aufrecht und ganz kahl. Die Blätter sind gestielt, eiförmig bis lineal-lanzettlich, etwa 5 bis 7 Zentimeter lang und bis etwa 2,5 Zentimeter breit. Die Scheinähren sind endständig oder achselständig, sitzend oder gestielt, pyramidal-eiförmig bis zylindrisch. Die Blüten sind sitzend oder kurz gestielt. Die Blütenhüllblätter sind länger als die Hochblätter. Die Blüten sind meist 5 bis 8 Millimeter lang, rot, weiß oder gelb. Die Frucht ist eiförmig, drei- bis fünfsamig. Die Samen sind etwas über 1 Millimeter lang, schwarz und glänzend.
Insbesondere die Blüten des Silber-Brandschopfes haben einen Stempel mit einer Länge von drei bis vier Millimetern. Die Pflanze ist schnellwachsend, von aufrechtem Wuchs, mit wenig Verzweigungen bis zur Blütezeit. Die Farbe und Form des Blütenstands wechselt erheblich innerhalb der Varietäten:
- weiße bis hellrosa eiförmige bis zylindrische Ähren, die viele Samen produzieren und im Alter an der Spitze eine rosa Färbung annehmen (Celosia argentea var. argentea); die indische 4n Form unterscheidet sich von der 8n-Form durch bereits an der Basis beginnende Verzweigungen und breitere und abrupt zugespitzte Blätter;[3]
- durch genetisch hervorgerufene Verbänderung verzweigte Büschel, Kämme und Federn in Weiß, Gelb, Orange, Rot oder Purpur (Celosia argentea var. cristata (L.) Kuntze, Celosia argentea 'Caracas', Celosia argentea var. plumosa). Diese Verbänderung ist eine genetisch rezessive Eigenschaft, die bereits in der ersten oder zweiten Tochtergeneration wieder verschwindet;
- Zwischenformen zwischen den erstgenannten werden als Celosia whitei bezeichnet.[3][5][6]

## Ökologie
Silber-Brandschopfe können mit Phytoplasmen infiziert werden.
Die Pflanze ist eine der ersten Fuchsschwanzgewächs-Arten, bei denen die Symbiose mit arbuskulären Mykorrhizapilzen nachgewiesen werden konnte. Damit sind nur die Vertreter der Kreuzblütengewächse völlig unabhängig von Mykorrhiza.

## Vorkommen

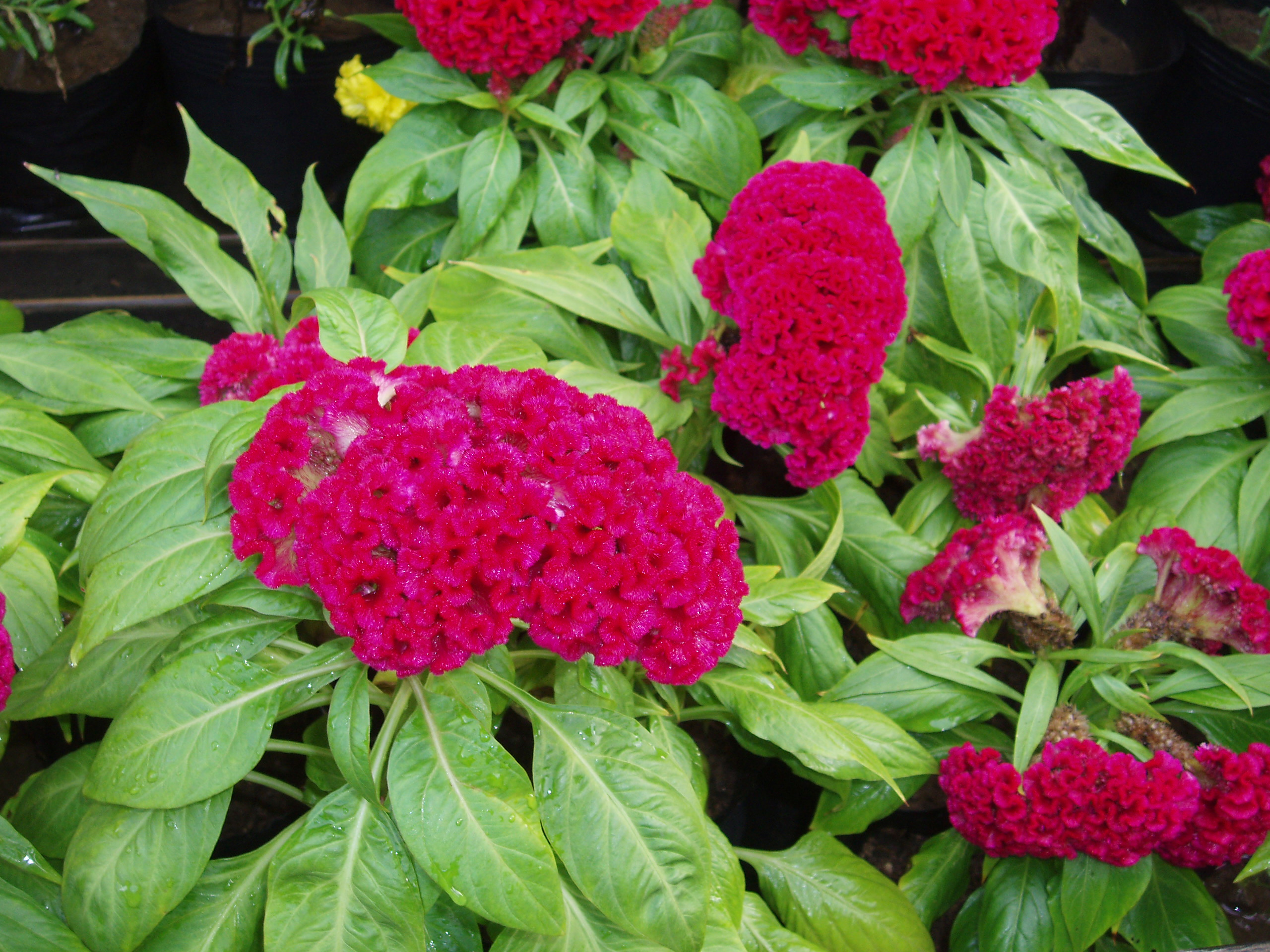
Celosia argentea var. cristata

Nach POWO kommt Celosia argentea ursprünglich im tropischen Afrika vor. Die Art ist ein Neophyt in Asien, Amerika, Australien und in Europa.
Die oktoploide Form der Variante argentea ist weltweit in Tropen und Subtropen zu finden. Die tetraploide Form kommt nur im mittleren und südlichen Indien vor.
Die Varietäten cristata und plumosa sind nur aus Indien, Burma und China bekannt, wo sie an religiöser Stätten und in Gärten gepflanzt werden. In der Natur scheinen sie nicht vorzukommen, da die Pflanzen durch ihre verbänderten Blüten wenig Samen produzieren. Die Abstammung dieser Zuchtformen ist trotz mehrerer Untersuchungen unklar.

## Inhaltsstoffe und Pharmakologie
Siehe die Inhaltsstoffe der Brandschopfe für genaue Zahlen bezüglich Wasser, Vitamin C, Carotinoide, Protein, Nitrat und Oxalat. Außerdem konnten in Wurzel und Samen des Silber-Brandschopfs Triterpen-Saponine nachgewiesen werden. Man fand Zucker in der Wurzel und Flavonoide in Blättern und Stängel. Die Samen zeigten eine harntreibende Wirkung.
Gelbe Blütenstände von cristata und plumosa können hohe Dosen von Dopamin enthalten. Die Farben dieser Kulturformen werden hauptsächlich durch ihren Gehalt an Betalainen bestimmt. Celosian, ein Polysaccharid aus den Samen des Silber-Brandschopfes, zeigt im Tiermodell leberschützende und immunstimulierende Effekte, wie auch der wässrige Extrakt aus Samen, bei dem zudem eine antimetastatische Wirkung in der Leber von Mäusen nachgewiesen werden konnte. Der alkoholische Extrakt der Samen erzeugt bei bestimmten Laborratten einen antidiabetischen Effekt.

## Verwendung

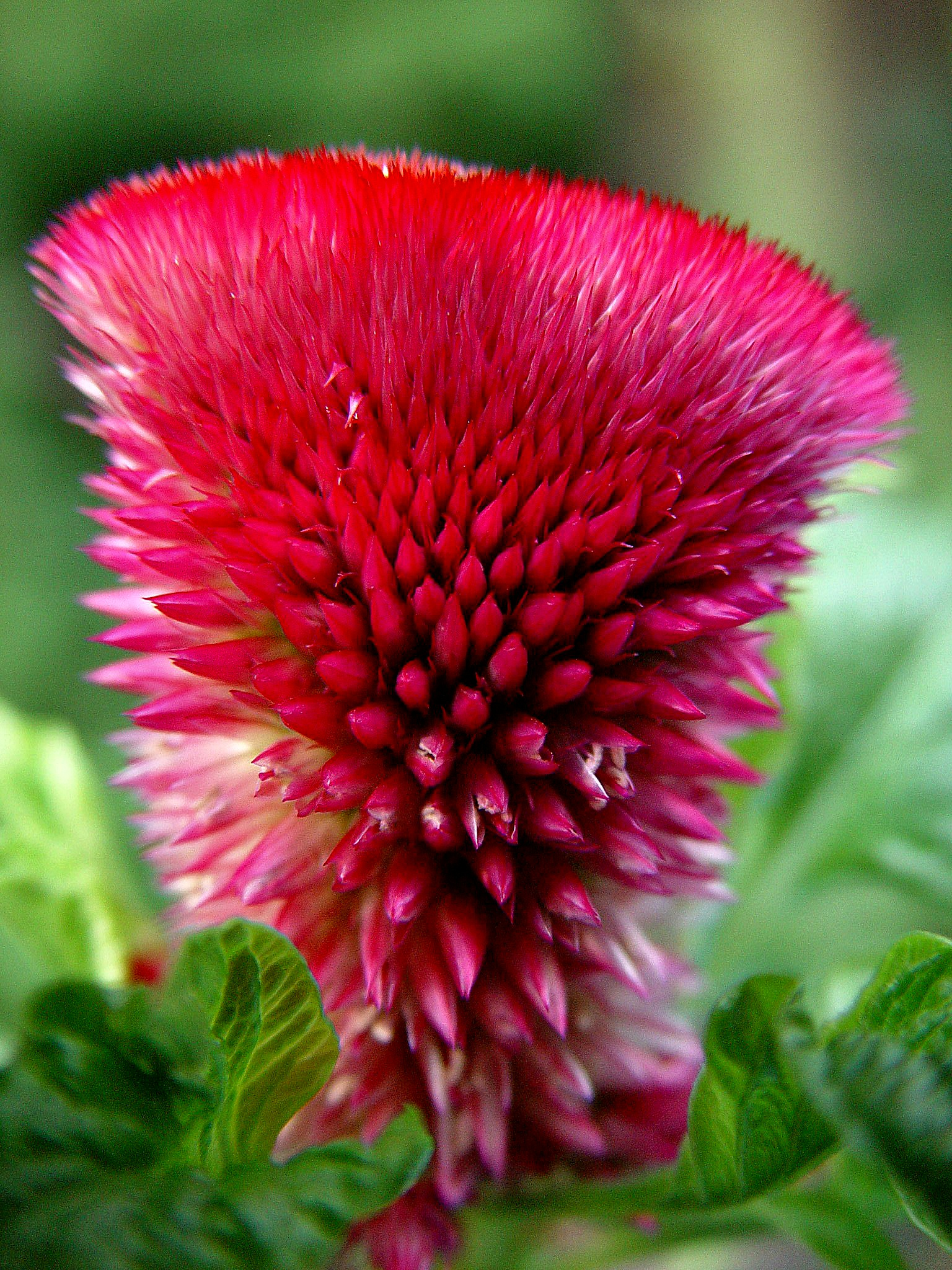
Celosia argentea var. plumosa

Der Silber-Brandschopf ist das meistverwendete Blattgemüse im südlichen Nigeria. Auch im Benin, Kongo und in Indonesien wird in Gärten und auf kleinen Bauernhöfen für den Eigengebrauch und kommerziell angebaut. Auch junge Stängel, Blüten und Samen können gegessen werden, letztere zählen zu den Pseudogetreiden. Aufgrund der Resistenz gegenüber Schädlingen und Krankheit und einem höheren Ertrag erscheint die Pflanze als gute Alternative zum Amarant. Aus den Samen wird ein Pflanzenöl gewonnen.
Wurzelparasiten der Afrikanischen Hexenkräuter (Gattung Striga) (Familie der Sommerwurzgewächse), die Gräser wie Getreide oder Sorghum befallen, konnten durch Silber-Brandschopf von Feldern ferngehalten werden. Der Ertrag wurde erheblich gesteigert. Die Pflanze erzeugt eine Verbindung, die bei Striga vorzeitige und suizidale Samenkeimung verursacht. Ugandischer Bauern bezeichnen den Brandschopf daher als Striga-Jäger.
Die Formen- und Farbvielfalt an Blüten und Blättern machen Kulturvarietäten des Silber-Brandschopfs zur beliebten Zierpflanze. Bis 1996 wurden in Europa vorwiegend Sorten von Celosia argentea var. plumosa als Zierpflanzen verkauft. Inzwischen sind Celosia argentea var. cristata und insbesondere Celosia argentea 'Caracas' hinzugekommen. In deutschen Gartencentern wird Celosia argentea 'Caracas' auch als Celosia 'Venezuela' verkauft.

## Quellen

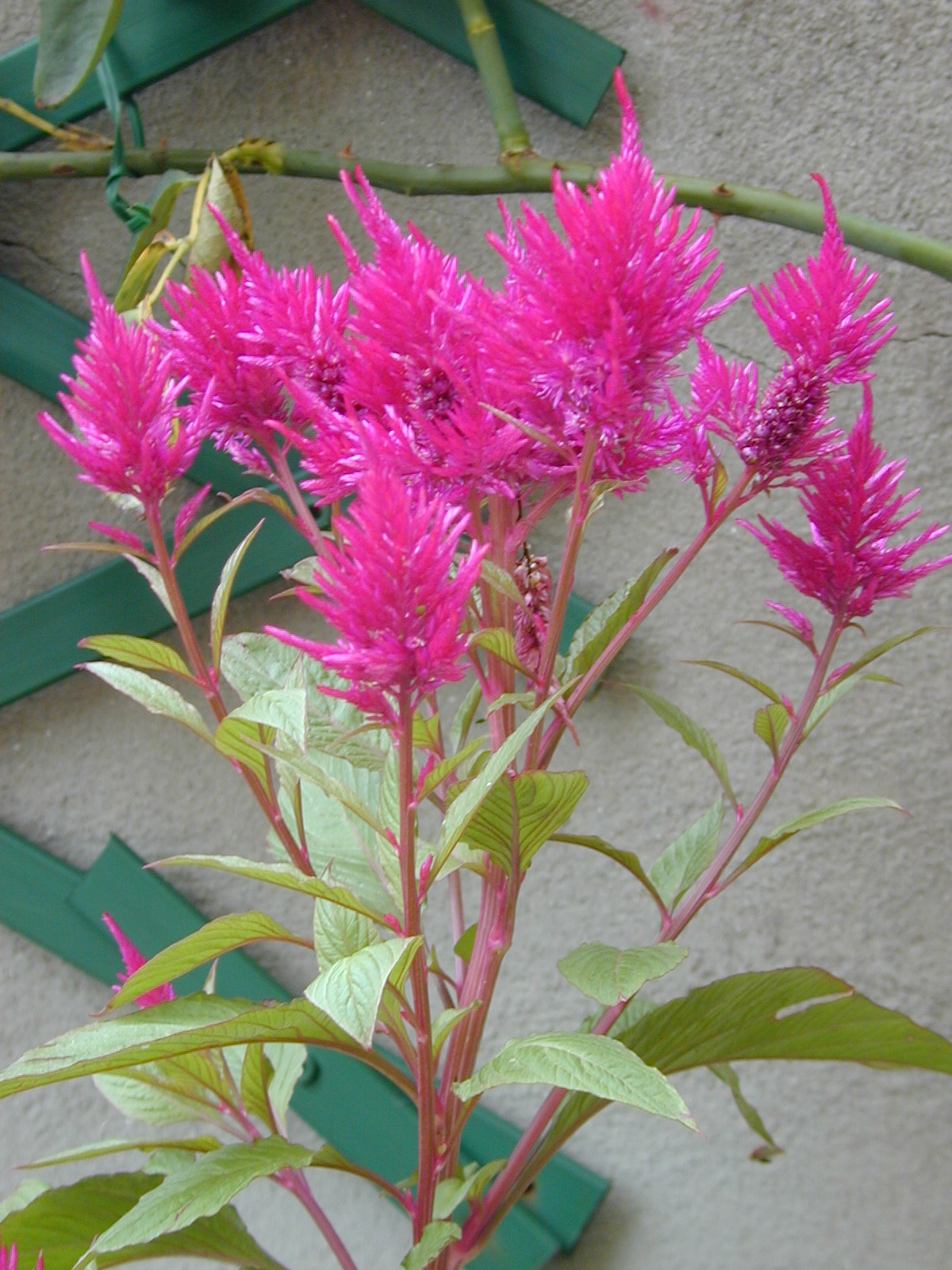
Celosia argentea 'Caracas'